# Entoloma henricii
Entoloma henricii är en svampart som beskrevs av Egon Horak och Aeberhardt 1983. Entoloma henricii ingår i släktet Entoloma och familjen Entolomataceae.   Inga underarter finns listade i Catalogue of Life och arten har ej påträffats i Sverige.